# Denis Meloche
Denis Meloche (né le 19 juin 1952 à Montréal, dans la province de Québec au Canada) est un joueur professionnel québécois de hockey sur glace.

## Carrière en club
En 1970, il commence sa carrière avec les Rangers de Drummondville dans la Ligue de hockey junior majeur du Québec. Il est choisi au cours du repêchage amateur 1972 dans la Ligue nationale de hockey par les Golden Seals de la Californie en 9e ronde, en 134e position. Il passe professionnel avec les Blazers de Philadelphie dans l'Association mondiale de hockey en 1972.

## Statistiques
| Saison     | Équipe                     | Ligue      |    | Saison régulière | Saison régulière | Saison régulière | Saison régulière | Saison régulière |   | Séries éliminatoires | Séries éliminatoires | Séries éliminatoires | Séries éliminatoires | Séries éliminatoires |
| Saison     | Équipe                     | Ligue      | PJ | B                | A                | Pts              | Pun              | PJ               | B | A                    | Pts                  | Pun                  |                      |                      |
| 1970-1971  | Rangers de Drummondville   | LHJMQ      | 60 | 31               | 45               | 76               | 121              | 6                | 5 | 2                    | 7                    | 11                   |                      |                      |
| 1971-1972  | Rangers de Drummondville   | LHJMQ      | 57 | 27               | 42               | 69               | 112              | -                | - | -                    | -                    | -                    |                      |                      |
| 1972-1973  | Rebels de Roanoke Valley   | EHL        | 58 | 30               | 49               | 79               | 60               | 16               | 6 | 10                   | 16                   | 16                   |                      |                      |
| 1972-1973  | Blazers de Philadelphie    | AMH        | 4  | 1                | 1                | 2                | 0                | -                | - | -                    | -                    | -                    |                      |                      |
| 1973-1974  | Rebels de Roanoke Valley   | SHL        | 18 | 8                | 6                | 14               | 6                | 14               | 7 | 6                    | 13                   | 17                   |                      |                      |
| 1973-1974  | Blazers de Vancouver       | AMH        | 41 | 6                | 13               | 19               | 18               | -                | - | -                    | -                    | -                    |                      |                      |
| 1974-1975  | Golden Eagles de Salt Lake | LCH        | 76 | 36               | 35               | 71               | 140              | 10               | 1 | 0                    | 1                    | 2                    |                      |                      |
| 1975-1976  | Golden Eagles de Salt Lake | LCH        | 75 | 21               | 59               | 80               | 83               | 5                | 0 | 1                    | 1                    | 8                    |                      |                      |
| 1976-1977  | Golden Eagles de Salt Lake | LCH        | 52 | 23               | 39               | 62               | 36               | -                | - | -                    | -                    | -                    |                      |                      |
| 1977-1978  | Mariners du Maine          | LAH        | 9  | 1                | 1                | 2                | 2                | -                | - | -                    | -                    | -                    |                      |                      |
| 1977-1978  | Golden Eagles de Salt Lake | LCH        | 51 | 8                | 20               | 28               | 40               | 4                | 0 | 0                    | 0                    | 0                    |                      |                      |
| Totaux AMH | Totaux AMH                 | Totaux AMH | 45 | 7                | 14               | 21               | 18               | -                | - | -                    | -                    | -                    |                      |                      |